# Macon (Missouri)
Macon is een plaats (city) in de Amerikaanse staat Missouri, en valt bestuurlijk gezien onder Macon County.

## Demografie
Bij de volkstelling in 2000 werd het aantal inwoners vastgesteld op 5538.
In 2006 is het aantal inwoners door het United States Census Bureau geschat op 5466, een daling van 72 (-1,3%).

## Geografie
Volgens het United States Census Bureau beslaat de plaats een oppervlakte van
16,7 km², waarvan 15,9 km² land en 0,8 km² water. Macon ligt op ongeveer 264 m boven zeeniveau.

## Geboren
- Henderson Forsythe (1917-2006), acteur

## Plaatsen in de nabije omgeving
De onderstaande figuur toont nabijgelegen plaatsen in een straal van 20 km rond Macon.